# Luzenac Ariège Pyrénées
Luzenac Ariège Pyrénées, kurz Luzenac AP (bis 2012 Union Sportive Luzenac), ist der Name eines französischen Fußballvereins aus der 600-Seelen-Gemeinde Luzenac, in den Pyrenäen zehn Kilometer westlich von Ax-les-Thermes im Département Ariège gelegen. Luzenac war bis Mitte 2014 in den vier höchsten Ligen Frankreichs der Verein aus der Kommune mit der geringsten Einwohnerzahl.
Vereinspräsident ist Alain Canale, die Kampfmannschaft wird trainiert von Sébastien Mignotte. (Stand: November 2014)

## Geschichte

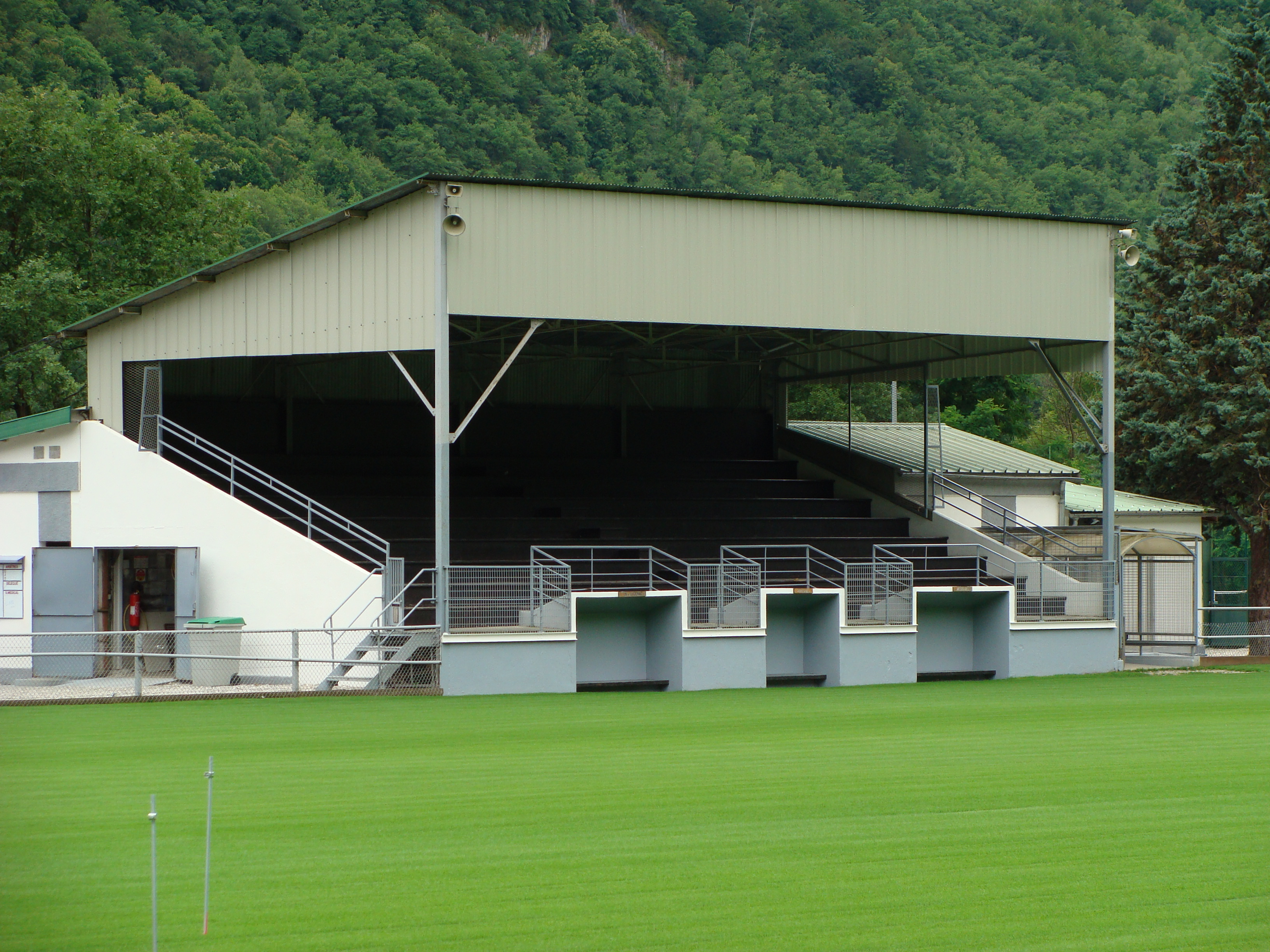
Haupttribüne des Stadions in Luzenac

Gegründet wurde er 1936 unter dem Namen Union Sportive des Talcs de Luzenac; der Namenszusatz „Talcs“ weist auf den Abbau und die Verarbeitung von Talk in der Region sowie die bis heute engen personellen Verbindungen zwischen dem Verein und der Talkfabrik in Luzenac hin. 1992 nahm der Klub den Namen US Luzenac an. Die Vereinsfarben sind Blau und Rot; das Klubwappen stellt einen Hirschen vor einer Hochgebirgssilhouette dar. Ihre Heimspiele trug die Ligaelf im 1971 errichteten Stade Paul-Fédou aus, das eine Kapazität von 1.200 Plätzen aufweist. Praktisch sämtliche Spieler des Kaders in der Saison 2009/10 wohnten und trainierten im gut eine Autostunde entfernt gelegenen Toulouse; sie kamen lediglich zu Heimspielen nach Luzenac. Dass der „Bergdorfverein“ sich fünf Jahre in der dritten Liga gehalten hat, wird insbesondere dem Geschick von Trainer Christophe Pélissier – von 2006 bis 2014 in Luzenac tätig – zugeschrieben, mit einem Mini-Jahresbudget von 2 Mio. Euro immer wieder Talente bei unterklassigen Klubs oder Profi-Reserveteams zu entdecken und in die Pyrenäen zu holen. Außerdem konnte Pélissier auf die zunehmende zeitliche und finanzielle Unterstützung des ehemaligen Nationaltorhüters Fabien Barthez zählen, der selbst aus dem Département Ariège stammt.
2012 nahm der Verein seinen heutigen Namen an; seine Heimspiele trug er seit Ende 2012 gut 30 Kilometer talabwärts im rund 3.000 Zuschauer fassenden Stade Jean-Noël Fondère von Foix aus. Wäre Luzenac AP in die zweite Liga aufgestiegen, hätte die Mannschaft erneut umziehen müssen, weil der Platz in Foix nicht den Anforderungen entspricht. Dazu führte der Klub frühzeitig Verhandlungen mit dem Präsidium von Stade Toulousain über eine Mitnutzung von dessen Stade Ernest-Wallon.
Im Anschluss an den sportlich erreichten Zweitligaaufstieg im Jahr 2014 wurde Luzenac dieser zunächst aus finanziellen Gründen verweigert. Der Klub legte Einspruch ein, den die sportlichen Instanzen verwarfen. Am 1. August, wenige Stunden vor Beginn der neuen Zweitligaspielzeit, entschied ein Zivilgericht, dass der Verband seine ablehnende Entscheidung binnen Wochenfrist erneut überprüfen müsse. Nachdem der Landesverband Luzenac die Zweitligazugehörigkeit nachträglich genehmigte, weigerte sich der Profiligaverband LFP weiterhin, dies umzusetzen – diesmal mit der Begründung, das Stade Ernest-Wallon entspräche nicht den Sicherheitsanforderungen. Daraufhin versuchte LAP, das zu diesem Zeitpunkt weder im Zweit- noch im Drittliga-Spielplan berücksichtigt war, den Ligue-2-Spielbetrieb gerichtlich zu stoppen. Nachdem dieser Antrag abgewiesen wurde, forderte der Verein, nachträglich in die dritte Division aufgenommen zu werden, was bei mehreren anderen Drittligisten auf Widerspruch stieß. Da auch der Verband darin rechtliche Probleme sah, bestritt die erste Mannschaft von LAP – das war die bisherige Reserveelf, weil der komplette Zweitligakader einschließlich des Erfolgstrainers Christophe Pélissier (und auch Sportdirektor Barthez) den Verein verlassen hatte – erst am 20. September 2014 ihr erstes Punktspiel – in der Division d’Honneur Régionale, der siebthöchsten französischen Spielklasse.
Ende 2014 kämpfte LAP um sein wirtschaftliches Überleben; ein Viertel des 180.000 Euro betragenden Saisonbudgets war zu diesem Zeitpunkt noch nicht gedeckt. Deshalb ist die Ligamannschaft in das Stade Paul-Fédou zurückgekehrt, wo auch die Frauen- und Jugendmannschaften ihre Spiele austragen; außerdem hatte der Verein einen Bittbrief an sämtliche französischen Profiklubs geschickt, auf den bis Anfang November aber lediglich die AS Monaco reagiert und zwei komplette Sätze Fußballdresse in die Pyrenäen expediert hatte. 2015 ist LAP in die sechste Liga aufgestiegen.
Die Geschichte um Luzenacs Nichtaufstieg in die zweite Liga fand juristisch erst im Mai 2017 ein – allerdings bloß vorläufiges – Ende, als ein Zivilgericht in Toulouse entschied, dass die Verweigerung des Aufstiegs 2014 rechtmäßig gewesen sei. Allerdings musste die LFP dem Verein danach 15.000 Euro „Entschädigung für nicht-materielle Schäden“ (dommage au titre de préjudice moral) bezahlen – ein bloß symbolischer Betrag angesichts der Tatsache, dass Luzenac alleine aus den Fernsehgeldern seinerzeit über 3,5 Mio. Euro zugestanden hätten. Nahezu zeitgleich gelang Luzenacs langjährigem Erfolgstrainer Christophe Pélissier übrigens mit dem SC Amiens der unerwartete Aufstieg in die höchste Spielklasse Frankreichs.
Gegen das Urteil des Toulouser Gerichts legte der Verein Einspruch ein, und im August 2019 kassierte das Appellationsgericht in Bordeaux tatsächlich dessen Urteil von 2017. Diese Richter bewerteten den Vorgang so, dass die LFP fünf Jahre zuvor nicht das Recht besessen habe, Luzenac den Aufstieg zu verweigern.

## Ligazugehörigkeit
Erstklassig (Division 1, seit 2002 in Ligue 1 umbenannt) hat der Klub noch nie gespielt. 2009 gelang der Aufstieg in die dritthöchste Spielklasse, in der er zuvor nur in der Saison 1980/81 vertreten war. Mit dem 2014 sportlich erreichten Sprung in die zweite Liga hätte Luzenac zum ersten Mal in der Vereinsgeschichte Profistatus erlangt; stattdessen musste er in der siebthöchsten Division antreten, aus der er 2015 in die Division d’Honneur zurückgekehrt ist.

## Erfolge
- Französischer Meister: bisher Fehlanzeige
- Französischer Pokalsieger: bisher Fehlanzeige

## Bekannte ehemalige Spieler
- Josep Ayala, andorranischer Nationalspieler
- Raphaël Cacéres
- Ande Dona Ndoh
- Cédric Fauré
- Thomas Guerbert
- Antoni Sivera, andorranischer Nationalspieler
- Zéphirin Zoko, ivorischer Nationalspieler